# 丹霞天然
丹霞天然（739年—824年）,智通禪師,丹霞然(dān xiá rán)
法嗣石頭希遷禪師，唐代著名禪師，法號天然。幼習儒家典籍，在應科舉途中偶遇僧人，乃轉入佛門。曾駐錫於南陽(河南省)丹霞山，故稱丹霞天然，或丹霞禪師。首參訪江西馬祖道一禪師，禮學於石頭希遷，隨侍三年，披剃受戒，後再往禮謁馬祖禪師，師賜法號"天然"。
天然禪師離開馬祖後，駐錫天台華頂峰三年，其後參訪餘杭徑山國一(道欽)禪師，唐元和年間至洛陽龍門香山寺，與伏牛自在和尚成了莫逆之交。
元和十五年(802)，天然禪師到了南陽丹霞山，開始結庵駐錫傳法。于長慶四年(824)禪師圓寂，春秋八十六。《祖堂集》作：「長慶三年癸卯歲六月二十三日。」
臨終時，“戴笠策杖受履，垂一足，未及地而化。”敕謚智通禪師。塔號妙覺。

## 弟子
- 本童和尚[2]
- 丹霞義安
- 米倉和尚
- 孝義性空
- 翠微無學
- 六合大隱
- 丹霞慧勤

## 外部連結
- 丹霞天然禅师学道因缘（禅宗）（页面存档备份，存于）
- 丹霞燒佛圖因陀羅 - 世界佛教美術圖說大辭典 []
- 丹霞天然禅师在石头希迁禅师门下开悟
- 五灯会元－丹霞天然禅师